# Леон (округ, Техас)
Шаблон:StateAbbr_ 31°18′ пн. ш. 96°00′ зх. д. / 31.3° пн. ш. 96° зх. д.
Округ  Леон (англ. Leon County) — округ (графство) у штаті  Техас, США. Ідентифікатор округу 48289.

## Історія
Округ утворений 1846 року.

## Демографія
За даними перепису 2000 року загальне населення округу становило 15335 осіб, усе сільське. Серед мешканців округу чоловіків було 7525, а жінок — 7810. В окрузі було 6189 домогосподарств, 4510 родин, які мешкали в 8299 будинках. Середній розмір родини становив 2,92.
Віковий розподіл населення поданий у таблиці:
| Стать    | До 15 років | 15-21 | 22-29 | 30-39 | 40-49 | 50-65 | 65-85 | Понад 85 |
| -------- | ----------- | ----- | ----- | ----- | ----- | ----- | ----- | -------- |
| Чоловіки | 1538        | 740   | 552   | 826   | 1119  | 1361  | 1279  | 110      |
| Жінки    | 1423        | 662   | 524   | 933   | 1073  | 1514  | 1461  | 220      |

## Суміжні округи
- Фристоун — північ
- Андерсон — північний схід
- Г'юстон — схід
- Медісон — південь
- Робертсон — захід
- Лаймстоун — північний захід

## Виноски
1. ↑  Texas State Historical Association, Barkley R. R., Tyler R. C. Handbook of Texas — Texas State Historical Association, 1952. — ISBN 978-0-87611-151-2
2. ↑  U.S. Decennial Census. United States Census Bureau. Архів оригіналу за 4 квітня 2018. Процитовано 3 травня 2015.
3. ↑  Texas Almanac: Population History of Counties from 1850–2010 (PDF). Texas Almanac. Архів оригіналу (PDF) за 26 лютого 2015. Процитовано 3 травня 2015.
4. ↑  State & County QuickFacts. United States Census Bureau. Архів оригіналу за 16 серпня 2011. Процитовано 19 грудня 2013.(англ.) Наведено за англійською вікіпедією.
5. ↑  American FactFinder. Бюро перепису населення США. Архів оригіналу за 26 лютого 2012. Процитовано 31 січня 2008.

| США | Це незавершена стаття з географії США. Ви можете допомогти проєкту, виправивши або дописавши її. |